# Crion
Crion je francouzská obec v departementu Meurthe-et-Moselle v regionu Grand Est. V roce 2013 zde žilo 88 obyvatel.

## Poloha
Sousední obce jsou: Bauzemont, Bienville-la-Petite, Croismare, Hénaménil, Laneuveville-aux-Bois, Raville-sur-Sânon a Sionviller.

## Vývoj počtu obyvatel
Počet obyvatel